# Добжиялово
Добжиялово (пол. Dobrzyjałowo) — деревня в Ломжинском повете Подляского воеводства Польши. Входит в состав гмины Пёнтница. По данным переписи 2011 года, в деревне проживало 468 человек.

## География
Деревня расположена на северо-востоке Польши, на расстоянии приблизительно 13 километров к северо-востоку от города Ломжа, административного центра повета. Абсолютная высота — 146 метров над уровнем моря. К западу от Добжиялово проходит национальная автодорога 61, к востоку — региональная автодорога 668.

## История
Согласно «Списку населенных мест Ломжинской губернии», в 1906 году в деревне Добжиалово проживало 724 человека (350 мужчин и 374 женщины). В конфессиональном отношении большинство населения деревни составляли католики (672 человека), остальные — евреи (48 человек) и лютеране (4 человека). В административном отношении деревня входила в состав гмины Рогенице Кольненского уезда.
В период с 1975 по 1998 годы деревня являлась частью Ломжинского воеводства.

## Достопримечательности
- Костёл Святого Станислава, 1860 г.